# Arthur Miller
Arthur Asher Miller (New York, 17 ottobre 1915 – Roxbury, 10 febbraio 2005) è stato un drammaturgo, scrittore, giornalista e sceneggiatore statunitense.
Per oltre un sessantennio è stato una figura di primo piano della letteratura americana, in particolare teatrale, e del cinema. Le opere più note di Miller sono Il crogiuolo, Erano tutti miei figli (che vinse nel 1947 il Tony Award come migliore opera) e Morte di un commesso viaggiatore, ancora studiato e rappresentato in tutto il mondo.

## Biografia
Arthur Miller nacque in una famiglia di ebrei benestanti a New York. Suo padre, Isidore Miller, che produceva e vendeva abiti da donna, cadde in rovina durante la grande depressione; sua madre era casalinga. La sorella Joan divenne attrice con il nome di Joan Copeland (avrebbe lavorato in alcune opere del fratello).
Miller frequentò la scuola pubblica dal 1920 al 1928 e la sua prima opera, un melodramma scritto quando era ancora studente, fu messa in scena per la prima volta nel 1923 allo Shubert Theatre. Negli anni in cui frequentava la Abraham Lincoln High School vicino a Coney Island, a Brooklyn, New York, Miller era un buon atleta e uno studente mediocre. All'inizio fu rifiutato dall'università del Michigan e subì l'odio antisemita, che avrebbe influenzato i suoi ultimi lavori. Miller mise da parte 13 dei 15 dollari di assegno che guadagnava al college e fece di nuovo domanda all'università del Michigan, dove fu accettato nel 1934.
Alla Michigan, Miller studiò giornalismo e teatro, e si interessò soprattutto al teatro classico greco e alle opere di Henrik Ibsen. Nella primavera del 1936 (il suo secondo anno), scrisse il suo primo lavoro, No Villain (pare per vincere un premio di 250 dollari in una gara), e vinse il premio Avery Hopwood, il primo dei due che ricevette. Miller mantenne forti rapporti con la sua università per il resto della sua vita, che in seguito istituì il premio Arthur Miller nel 1985 e il premio Arthur Miller per il teatro nel 1999, e dando il suo nome al teatro Arthur Miller l'anno successivo. Nel 1938, Miller si laureò in letteratura inglese. Nel 1940, sposò la sua collega dell'università Mary Slattery (con cui ebbe due figli, Jane e Robert). Fu esonerato dal servizio militare nella seconda guerra mondiale per una ferita che si fece giocando a football.
Miller raggiunse la fama con il dramma teatrale Erano tutti miei figli (All my Sons) nel 1947, incentrato sul proprietario di una fabbrica che vende pezzi di ricambio difettosi per aerei durante la seconda guerra mondiale provocando così la morte di diversi piloti; l'opera vinse il premio New York Drama Critics Circle e due Tony Awards. La sua consacrazione definitiva come drammaturgo avvenne due anni dopo, con Morte di un commesso viaggiatore (Death of a Salesaman) del 1949, che ottenne un grande successo di pubblico e critica vincendo il premio Pulitzer, tre Tony Awards e il premio New York Drama Critics Circle: era il primo lavoro a vincerli tutti e tre.
Il suo lavoro successivo fu Il crogiuolo (The Crucible), che esordì a Broadway il 22 gennaio del 1953; ambientata a Salem (Massachusetts) nel 1692, l'opera sfrutta l'evento storico della caccia alle streghe per tracciare un implicito parallelo con il Maccartismo americano degli anni cinquanta e confermò Miller come uno dei più importanti autori del nuovo teatro americano. Uno sguardo dal ponte (A View from the Bridge), del 1955, è un melodramma sociale che narra le tragiche vicende di una famiglia di immigrati italiani a Brooklyn.
Nel 1956 Miller divorziò dalla moglie Mary. Nel giugno successivo dovette presentarsi di fronte al comitato di Stato sulle attività anti americane, e il 29 giugno sposò Marilyn Monroe, che aveva conosciuto otto anni prima tramite Elia Kazan; per poter sposare Miller, di religione ebraica, Monroe si convertì all'ebraismo, di cui cercò di seguire le regole. Durante i cinque anni del suo matrimonio con l'attrice, dal 1956 al 1961, Miller visse sotto i riflettori dello star system diventando molto popolare non solo come drammaturgo ma soprattutto come marito della diva. Monroe mantenne Miller nel lusso per tutta la durata del matrimonio; famoso rimane l'episodio in cui Miller, in Europa per accompagnare la moglie impegnata nelle riprese de Il principe e la ballerina, acquistò una costosa automobile sportiva e la spedì negli Stati Uniti d'America, il tutto a spese dell'attrice. Durante i cinque anni di matrimonio con Monroe, Miller non scrisse alcun nuovo dramma teatrale.
Il 31 maggio 1957 lo scrittore fu giudicato colpevole di insulto al Congresso per aver rifiutato di rivelare i nomi dei membri del circolo letterario sospettato di avere legami con il comunismo; la sua condanna fu però annullata il 7 agosto 1958 dalla corte d'appello. Lo stesso anno pubblicò una sua raccolta di opere, che rimase per la maggior parte nei magazzini dell'editore.
Miller scrisse la sceneggiatura di The Misfits (Gli spostati), un western atipico e crepuscolare, come regalo di San Valentino per la moglie; il film, interpretato oltre che dalla Monroe, anche da Clark Gable, Montgomery Clift ed Eli Wallach, venne diretto da John Huston nel 1961, quando il matrimonio fra i due era ormai finito; il film non ottenne il successo sperato, ma nel corso degli anni è stato ampiamente rivalutato e oggi è considerato alla stregua di un cult movie. Ottenuto il divorzio, il 17 febbraio 1962 Miller sposò Inge Morath, fotografa della nota agenzia Magnum, che aveva, fra l'altro, documentato con straordinarie immagini in Nevada le riprese de Gli spostati. Il film rimase l'ultimo girato dalla Monroe, che morì il 5 agosto successivo.
Per gran parte della sua vita lo scrittore si rifiutò di parlare pubblicamente del suo matrimonio con la diva, e prima delle interviste era solito avvisare i giornalisti che non sarebbero state gradite domande al riguardo; solo molti decenni dopo, nella sua autobiografia dal titolo Svolte pubblicata negli anni ottanta,  Miller per la prima volta ripercorse le tappe di questa tormentata e chiacchierata unione: dalla fragilità psicologica dell'attrice ai ripetuti tentativi di avere un bambino (la Monroe non riuscì a portare a termine almeno due gravidanze) fino al naufragio del matrimonio fra incomprensioni e litigi. Miller lo definì "il punto più basso della mia carriera", ricavando dal matrimonio due gravidanze non concluse, una ispirazione per un capolavoro mal sfruttata ed un ranch latifondistico, in cui abiterà per tutta la vita.
Nel 1964 Miller tornò a scrivere un nuovo dramma teatrale dopo nove anni, Incidente a Vichy (Incident at Vichy), ambientato durante la Repubblica di Vichy, in cui affronta i temi della natura umana, della paura e del senso di colpa, interrogandosi su come i nazisti abbiano potuto realizzare la Shoah con così poca resistenza. Il lavoro seguente, Dopo la caduta (After the Fall), suscitò reazioni di disapprovazione perché Maggie, il personaggio principale, venne interpretata come una ingiusta parodia di Marilyn Monroe, rappresentata come una donna-bambina viziata e capricciosa.
Nei decenni successivi Miller continuò a scrivere per il teatro, senza però raggiungere l'incisività delle sue prime opere; maggior successo hanno avuto alcuni lavori degli ultimi anni, come L'ultimo Yankee (The last Yankee, 1993) e Vetri rotti (Broken Glass, 1994), che hanno nuovamente suscitato l'interesse della critica. Alcuni dei suoi lavori teatrali sono stati adattati per il cinema.
Dalla terza moglie ebbe altri due figli: Rebecca Miller nata nel 1962 (divenuta attrice e regista, moglie dell'attore Daniel Day-Lewis) e Daniel Miller. Quest'ultimo, nato nel 1966, fu ripudiato dallo scrittore giacché affetto dalla sindrome di Down, e segregato in un istituto. Miller non lo volle rivedere più e non ne parlò mai neanche nella sua autobiografia, fino a quando, nel 2005, Daniel riuscì ad incontrarlo in occasione di un congresso. Preso allora da sensi di colpa e prossimo alla fine, lo scrittore lo citò nel testamento.
L'intera vicenda è emersa soltanto nell'agosto del 2007, scatenando molte polemiche e causando inedite "rivisitazioni" dell'uomo Miller (l'accaduto viene anche citato nel film Gli abbracci spezzati di Pedro Almodóvar).
Dopo la morte della moglie nel 2002, lo scrittore si legò alla pittrice Agnes Barley, più giovane di lui di cinquant'anni, con cui, nonostante la disapprovazione della figlia Rebecca, visse fino alla morte.
Arthur Miller è morto a novanta anni il 10 febbraio 2005 nel ranch di Roxbury in Connecticut, lo stesso che aveva acquistato Marilyn Monroe ai tempi del loro matrimonio, e che l'attrice scelse di regalargli per convincerlo a non opporsi al divorzio.

## Opere

### Opere teatrali
- No Villain, 1936.
- They Too Arise, 1937, basato su No Villain.
- Honors at Dawn, 1938, basato su They Too Arise.
- The Grass Still Grows, 1938, basato su They Too Arise.
- The Great Disobedience, 1938.
- Listen My Children, 1939, con Norman Rosten.
- The Golden Years, 1940.
- The Man Who Had All The Luck, 1940.
- The Half-Bridge, 1943.
- Erano tutti miei figli (All My Sons), 1947.
- Morte di un commesso viaggiatore (Death of a Salesman), 1949.
- An Enemy of the People, 1950, basato sull'opera omonima di Henrik Ibsen.
- Il crogiuolo (The Crucible), 1953.
- Uno sguardo dal ponte (A View from the Bridge), 1955.
- A Memory of Two Mondays, 1955.
- Incidente a Vichy (Incident at Vichy), 1964.
- Dopo la caduta (After the Fall), 1964.
- Il prezzo (The Price), 1968.[4]
- The Reason Why, 1970.
- Fame, un atto, 1970; riveduto per la TV, 1978.
- The Creation of the World and Other Business, 1972.
- Up From Paradise, 1974.
- The Archbishop's Ceiling, 1977.
- L'orologio americano (The American Clock), 1980.
- Playing for Time, rappresentazione televisiva, 1980.
- Elegy for a Lady, corto, 1982; prima parte di Two Way Mirror.
- Some Kind of Love Story, corto, 1982; seconda parte di Two Way Mirror.
- I Think About You a Great Deal, 1986.
- Playing for Time, versione teatrale, 1985.
- I Can't Remember Anything, 1987, raccolta in Danger: Memory!.
- Clara, 1987, raccolta in Danger: Memory!.
- La discesa da Mount Morgan (The Ride Down Mt. Morgan, 1991). a cura di Masolino D'Amico, Einaudi, Collana Supercoralli, 1992.
- L'ultimo Yankee (The Last Yankee), 1993.
- Vetri rotti (Broken Glass), 1994.
- Mr Peters' Connections, 1998.
- Resurrections Blues, 2002.
- Finishing the Picture, 2004.

### Romanzi, racconti, saggi
- A fuoco (Focus, 1945), traduzione di Igor Legati, Fuori collana, Torino, Einaudi, 2015, ISBN 978-88-06-20971-1. [romanzo]
- Gli spostati (The Misfits, 1957), Collana I coralli, Torino, Einaudi, 1961. [novella]
- I Don't Need You Anymore, short stories, 1967.
- Homely Girl: A Life, short story, 1992; pubblicata in UK col titolo Plain Girl: A Life, 1995.
- The Performance, short story.
- Svolte: la mia vita (Timebends: A Life, 1987), traduzione di Maria Teresa Marenco e Marco e Dida Poggi, Collana Ingrandimenti, Milano, Mondadori, 1988. [Autobiografia]
- Io la conoscevo [Biografia dell'ex moglie Marilyn Monroe]
- Presenza (Presence: Stories, 2007), traduzione di Federica Oddera, Fuori collana, Torino, Einaudi, 2017, ISBN 978-88-06-21248-3.

### Sceneggiature
- The Hook regia di Elia Kazan (1947) - non realizzato
- Facciamo l'amore (Let's Make Love), regia di George Cukor (1960)
- Gli spostati (The Misfits) regia di John Huston (1961)
- Morte di un commesso viaggiatore (Death of a Salesman) regia di Volker Schlöndorff – film TV (1985)
- Alla ricerca dell'assassino (Everybody Wins), regia di Karel Reisz (1990)
- La seduzione del male (The Crucible) regia di Nicholas Hytner (1996)

### Opere raccolte
- The theater essays of Arthur Miller, prefazione di A. Miller, a cura di Robert A. Martin, NY, Viking Press, 1978.
- Echoes Down the Corridor: Arthur Miller, Collected Essays 1944-2000, a cura di Steven R. Centola, Viking Penguin (Methuen, in UK), 2000.
- Arthur Miller, Collected Plays, 1944-1961, Library of America, 2006.
- Arthur Miller: Collected Essays, a cura di Susan C. W. Abbotson, Penguin, 2016.